# Nazario Belmar Martínez
Nazario Belmar Martínez (Elda, 1919 - Madrid, 1980) fou un futbolista i productor audiovisual valencià.
Inicià la seua carrera futbolística en acabar la Guerra Civil, jugant a l'Eldenc, l'Hèrcules, i fitxà pel Reial Madrid el 1941. El 1957 funda l'empresa cinematogràfica Naga Films, amb la qual va produir la pel·lícula El Verdugo de Luis García Berlanga.